# Túnel sota l'estret de Bering

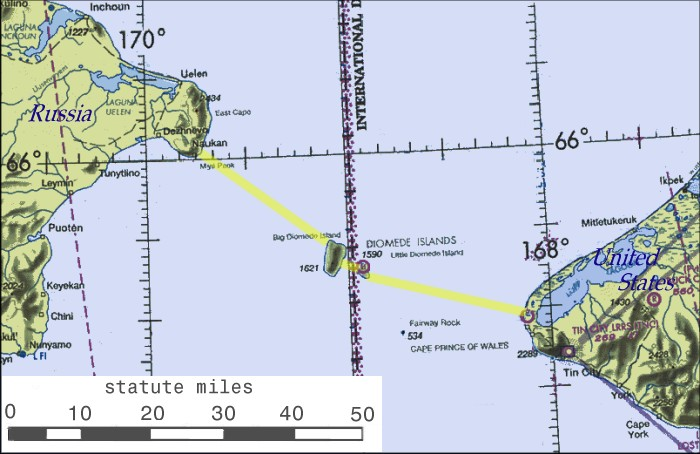

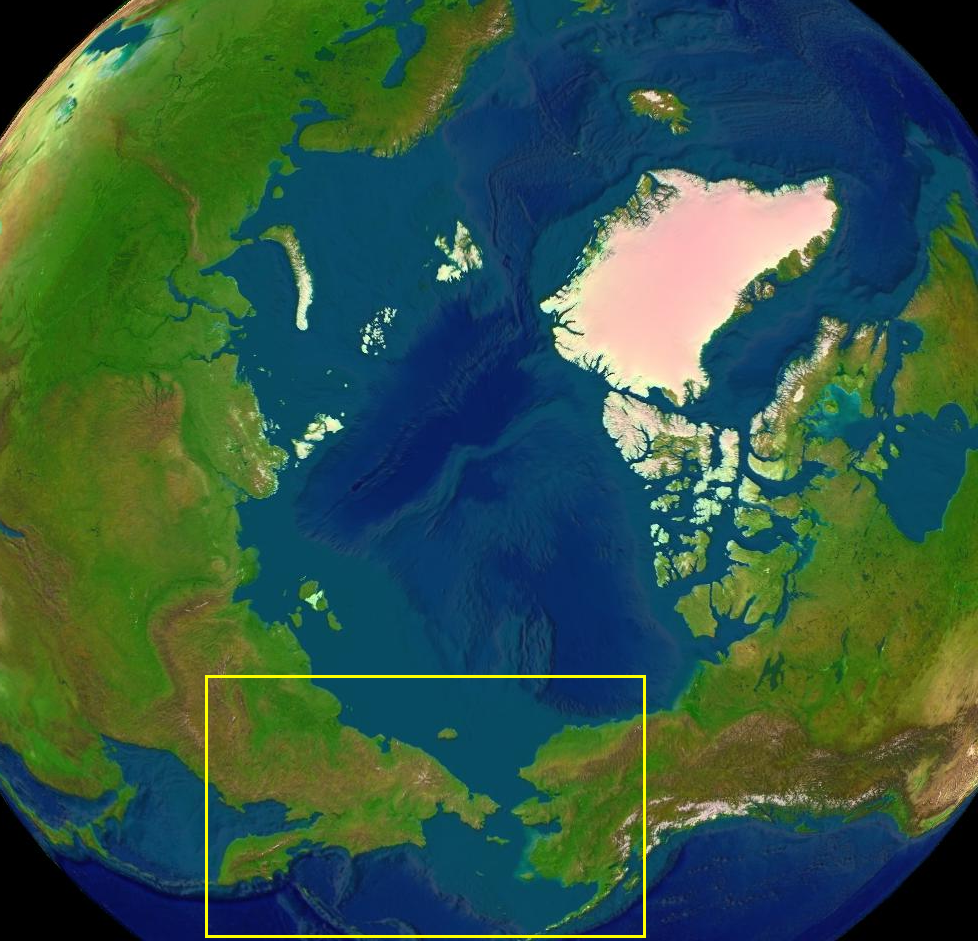
Regió de l'estret de Bering

El túnel de l'estret de Bering és un projecte de túnel ferroviari sota l'Estret de Bering.

## Història
El 1860, William Gilpin, el primer governador del Territori de Colorado, ja va imaginar un projecte d'aquest tipus en el seu llibre The Central Gold Region.
No obstant això, cal destacar que Jules Verne ja va plantejar la hipòtesi d'un pont al seu llibre César Cascabel on una família creua l'estret en un carro aprofitant períodes de gel. Aquest llibre es va publicar l'any 1890. Verne no deixa entendre que la idea ja estigués a l'aire quan va escriure, la qual cosa sembla indicar que no tenia coneixement del projecte de Gilpin.
El 1905, l'enginyer francès Loïc Lebel va proposar al govern de l'Imperi Rus la construcció d'un túnel ferroviari sota l'estret de Bering.
Des de la dècada de 1960, l'antic governador d'Alaska i antic secretari de l'Interior dels Estats Units, Walter Hickel ha estat un dels defensors més ardents del projecte.
El projecte d'una xarxa global es va tornar a proposar l'any 2006 en el marc d'una Trans Global Highway per Frank X. Didik.
La Xina s'ha fet càrrec del projecte com a part del seu principal programa d'interconnexió internacional conegut com One Belt One Road.

## Viabilitat, dificultats
Tot i que tècnicament és possible, com que el recorregut seria en una sola placa tectònica, (la placa nord-americana que no només cobreix Amèrica del Nord sinó també el mar de Bering i l'extrem oriental de Sibèria), requereix inversions considerables que s'arrisquen a ser maig rendibles, perquè els dos extrems del túnel no són ni llocs de producció, ni llocs de consum, ni llocs importants de turisme, sigui a Alaska o a Sibèria. Caldria, doncs, connectar els extrems dels túnels amb la resta de la xarxa dels dos continents.

## El projecte actual
S'està examinant un dossier de viabilitat econòmica al Consell per a l'Estudi de les Forces Productives (CEFP) de Rússia, patrocinat pel Ministeri de Desenvolupament Econòmic i Comerç de Rússia i per l'Acadèmia Russa de Ciències.
El túnel tindria entre 100 i 110 km de llarg (el doble del túnel de la Manega) i connectaria, aproximadament, Uelen (Península de Txukotka a Rússia) i Wales (Alaska, Estats Units). Caldria entre 15 i 20 anys per construir-lo. Segons una estimació feta a la dècada de 1990, la realització d'aquest projecte costaria 65.000 milions de dòlars (57.700 milions d'euros), perquè caldria construir un total de 6.000 km de ferrocarrils. En efecte, és necessari construir un enllaç per connectar el túnel del costat rus amb la línia transsiberiana més al sud i, pel costat nord-americà, amb la xarxa continental. Les regions travessades estan de moment desertes i sense grans emplaçaments industrials que poguessin justificar aquesta inversió. Els promotors del projecte argumenten que això permetria el desenvolupament d'aquestes zones i que el túnel també albergaria un oleoducte i una línia d'alta tensió.
Segons el CEFP, el retorn de la inversió seria de 30 anys a partir del moment en què el ferrocarril transcontinental assoleixi el rendiment previst de 70 milions de tones anuals, que és comparable al tràfic de mercaderies dels canals de Panamà i Suez. De fet, segons els seus promotors, aquest túnel hauria de proporcionar, a la llarga, mercaderies intercontinentals comparables a les de canals com Panamà o Suez (uns 70 milions de tones el 2006), és a dir, el 3% del trànsit global. Però aquesta estimació de trànsit es disputa a la mateixa Rússia. El director general d'UPS Rússia, Ivan Txatskikh, va qualificar aquesta xifra de "broma".
Tot i que a primera vista aquest objectiu pot semblar poc realista, cal tenir en compte que la ruta més curta entre els Estats Units i la Xina - el més gran exportador mundial als Estats Units- passa per l'estret de Bering (les geodèsiques de l'esfera són arcs de gran cercle). Els promotors del projecte citen l'exemple dels projectes de túnel sota l'estret de Gibraltar i el del túnel sota el Bòsfor (acabat des d'aleshores) per rebutjar els arguments invocats en contra de la viabilitat tècnica.
- Ample de via: 1.829 mm (via ampla)
- Sistema d'electrificació ferroviària: 25 kV 50 Hz altern (Iakutsk - Alaska); 25 kV 60 Hz CA (Alaska - Fort Nelson)
- Pistes: 76,9 kg/m

L'agost de 2011, el govern rus va donar el seu vistiplau al projecte, anunciant un pressupost de 70.000 milions d'euros per a la construcció del túnel. El projecte també inclou una ampliació a l'est de la xarxa ferroviària russa, per connectar l'actual ruta del Transsiberià amb Iakutsk. Aquesta llarga extensió de més de 800 km, costarà al govern rus més de mil milions d'euros i la seva construcció s'hauria d'haver acabat el 2013. Aquesta constituiria la primera fase del projecte rus, que continuaria l'any 2030 fins a Uelén, a l'extrem nord-est de Sibèria, punt d'inici del túnel.
El túnel podria obrir-se el 2045.